# Haute-Provence 1
Haute-Provence 1 (również BH 229 lub Dufay 1) – gromada kulista znajdująca się w kierunku konstelacji Wężownika w odległości 26,7 tys. lat świetlnych od Ziemi. Została odkryta w 1954 roku w Observatoire de Haute-Provence przez Dufaya, Berthiera i Morignata. Niezależnie została skatalogowana przez Sidneya van den Bergha i Gretchen L. Hagen w 1975 roku.
Haute-Provence 1 znajduje się w odległości około 1600 lat świetlnych od jądra Drogi Mlecznej.